# Ventiseri
Ventiseri (en cors Ventisari) és un municipi francès, situat a la regió de Còrsega, al departament d'Alta Còrsega. L'any 1999 tenia 2.023 habitants.

## Demografia
| 1962  | 1968  | 1975  | 1982  | 1990  | 1999  |
| ----- | ----- | ----- | ----- | ----- | ----- |
| 1.029 | 1.314 | 1.280 | 1.702 | 2.005 | 2.023 |

## Administració
| Període | Identitat       | Partit | Qualitat |  |
| ------- | --------------- | ------ | -------- |  |
| 2001-   | François Tiberi | DVG    |          |  |